# مت (لحم)
المِتّ أو المَتّ هو إعداد لحم خنزير نيئ مفروم متبل بالملح والفلفل الأسود وهو شائع في ألمانيا وبولندا. يغلب أن يُفرش على أنصاف لفائف الخبز مع إضافة البصل النيء في الأعلى حسب الرغبة. قُدم المِتُّ في الخمسينيات من القرن الماضي طبق مائدة مفتوحة مزخرفًا على شكل قنفذ ذو «أشواك» البصل النيء. يحظر القانون الألماني بيع المت بنسبة دهون تزيد عن 35٪.

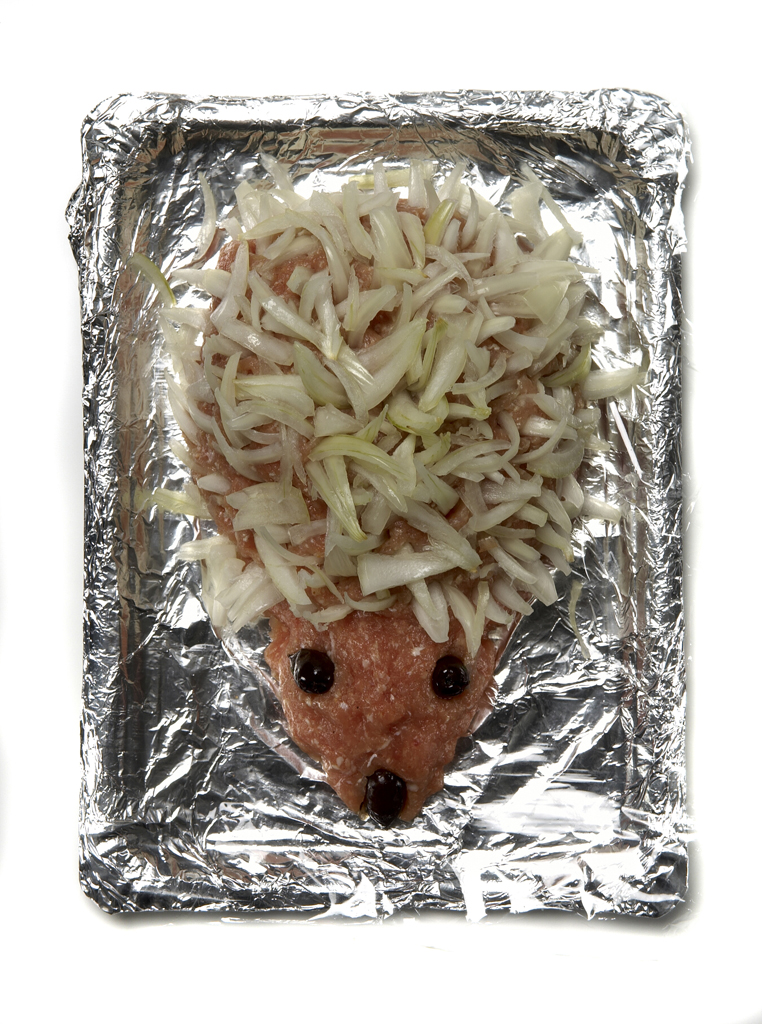
القُنمُت (لفظ منحوت من قنفذ ومت) مت على شكل قنفذ